# Инаги
Инаги (яп. 稲城市 Инаги-си) — город в Японии, находящийся в префектуре Токио. Площадь города составляет 17,97 км², население — 93 171 человек (1 октября 2020), плотность населения — 5184,81 чел./км².

## Географическое положение
Город расположен на острове Хонсю в префектуре Токио региона Канто. С ним граничат города Футю, Тёфу, Тама, Кавасаки. Через город протекает река Мисава

## Население
Население города составляет 93 171 человек (1 октября 2020), а плотность — 5184,81 чел./км². Изменение численности населения с 1980 по 2005 годы:
| 1980 | 48 154 чел. |  |
| 1985 | 50 766 чел. |  |
| 1990 | 58 635 чел. |  |
| 1995 | 62 806 чел. |  |
| 2000 | 69 235 чел. |  |
| 2005 | 76 492 чел. |  |

## Символика
Деревом города считается гинкго, цветком — цветок груши грушелистной.

## Экономика
В Инаги базируется корпорация «Корг» (музыкальные инструменты).